# Angelo Scattolin
Angelo Scattolin (Venezia, 27 agosto 1904 – Venezia, 5 novembre 1981) è stato un architetto italiano.

## Biografia
Nel 1923 si iscrisse ai corsi di architettura dell'Università di Roma, ma dopo un anno si trasferì all'Istituto Universitario di Architettura di Venezia, dove si laureò nel 1928. In seguito, dall'anno accademico 1928/29 al 1944/45, fu professore assistente incaricato di Restauro dei monumenti e Architettura liturgica presso lo stesso Istituto.
Assieme all'architetto veneziano Virgilio Vallot fondò il Gruppo Architetti "L'Alveare", che si occupava soprattutto di arredamento. La loro opera più nota è l'arredamento del negozio-atelier del fotografo Giacomelli di Venezia (1932).
Nel 1949 progettò la nuova chiesa della parrocchia dei Santi Pietro e Paolo di Mussolente, la cui costruzione subì numerosi ritardi e venne inaugurata solo nel 1959.
Nel 1952 presentò il primo progetto per la costruzione della nuova sede della Società Adriatica di Elettricità in prossimità del ponte della Cereria in Rio Novo, che non venne accettato in quanto superava l'altezza consentita dalla normativa edilizia. Il "Palazzo Rio Novo",   com'è comunemente noto, venne poi ultimato da Luigi Vietti e Cesare Pea (1910-1985),inaugurato nel 1961.
La sua opera maggiore è il Palazzo Nervi-Scattolin, progettato assieme a Pier Luigi Nervi, sede centrale della Cassa di Risparmio di Venezia, inaugurato nel 1972 nel sestiere di San Marco in campo Manin.
Era proprietario di una dimora signorile a Venezia in calle del Tragheto della Madoneta, che dopo la sua morte gli eredi trasformarono in una struttura alberghiera di lusso (Ca' Angeli).